# Чеплє (Літія)
Чеплє (словен. Čeplje) — поселення в общині Літія, Осреднєсловенський регіон, Словенія. Висота над рівнем моря: 610,9 м.